# Johannes Graf (Musiker)
Johannes Graf (* 7. Oktober 1853 in Oberjettingen bei Nagold; † 14. November 1923 in Ulm) war ein deutscher Kirchenmusiker und Chorleiter. Seit 1889 wirkte er als Organist und Leiter der Kirchenmusik am Ulmer Münster.

## Leben und Wirken
Nach seiner Ausbildung am Lehrerseminar in Nürtingen kam Graf als Musiklehrer an das Lehrerseminar Esslingen am Neckar und studierte daneben am Königlichen Konservatorium Stuttgart Komposition, Kirchenmusik und Orgel. Im Jahr 1879 wurde er Chordirigent und Organist der Heilbronner Synagoge; 1882 übernahm er die Kantorenstelle an der Kilianskirche Heilbronn.
1889 wurde Graf zum Leiter der Kirchenmusik und als Organist an das Ulmer Münster berufen. Aus einem von ihm 1890 anlässlich der Vollendung des Münsterbaus zusammengestellten Chor entwickelte sich der bis heute bestehende Oratorienchor Ulm. 1893 übernahm Graf auch die Leitung der Liedertafel Ulm. 1904 wurde er mit dem Professorentitel ausgezeichnet. Nach einem Schlaganfall musste Graf seine musikalischen Tätigkeiten 1916 vorübergehend, 1918 dann endgültig einstellen.

## Orgelmusik
- Choralvorspiele in: Orgel-Album – Sammlung von 251 Vor- und Nachspielen zu den in Württemberg gebräuchlichsten Chorälen. Heinrich Lang (Hrsg.), G.A. Zumsteeg Stuttgart 1896.